# Shepherd Moons
Shepherd Moons – album Enyi wydany w 1991. Znajduje się na nim 12 ścieżek w tym tytułowa „Shepherd Moons”.

## Lista utworów
1. „Shepherd Moons”
2. „Caribbean Blue”
3. „How Can I Keep from Singing?”
4. „Ebudae”
5. „Angeles”
6. „No Holly for Miss Quinn”
7. „Book of Days”
8. „Evacuee”
9. „Lothlórien”
10. „Marble Halls”
11. „Afer Ventus”
12. „Smaointe”

## Certyfikaty i sprzedaż
| Kraj                         | Certyfikat         | Sprzedaż   |
| ---------------------------- | ------------------ | ---------- |
| Argentyna (CAPIF)            | 2× platynowa płyta | 120 000+   |
| Australia (ARIA)             | 3× platynowa płyta | 210 000+   |
| Belgia (BEA)                 | 2× platynowa płyta | 100 000+   |
| Brazylia (Pro-Música Brasil) | platynowa płyta    | 250 000+   |
| Francja (SNEP)               | złota płyta        | 100 000+   |
| Hiszpania (Promusicae)       | 5× platynowa płyta | 500 000+   |
| Holandia (NVPI)              | 2× platynowa płyta | 200 000+   |
| Irlandia (IRMA)              | platynowa płyta    | 15 000+    |
| Kanada (MC)                  | 3× platynowa płyta | 300 000+   |
| Niemcy (BVMI)                | złota płyta        | 250 000+   |
| Nowa Zelandia (RMNZ)         | platynowa płyta    | 15 000+    |
| Stany Zjednoczone (RIAA)     | 5× platynowa płyta | 5 000 000+ |
| Szwajcaria (IFPI Schweiz)    | złota płyta        | 25 000+    |
| Wielka Brytania (BPI)        | 4× platynowa płyta | 1 200 000+ |